# Eisschnelllauf-Weltcup 2017/18
Der ISU-Eisschnelllauf-Weltcup 2017/18 wurde für Frauen und Männer an verschiedenen Stationen in mehreren Ländern ausgetragen. Der Weltcup begann am 10. November 2017 in Heerenveen und endete am 18. März 2018 in Minsk.

## Wettbewerbe

### Frauen

#### Weltcup-Übersicht
| Datum                                                                | Ort            | Disziplin      | Sieger                                                       | Zweiter                                                            | Dritter                                                            |
| -------------------------------------------------------------------- | -------------- | -------------- | ------------------------------------------------------------ | ------------------------------------------------------------------ | ------------------------------------------------------------------ |
| 10. November 2017                                                    | Heerenveen     | 500 m          | Nao Kodaira                                                  | Lee Sang-hwa                                                       | Angelina Golikowa                                                  |
| 10. November 2017                                                    | Heerenveen     | Teamverfolgung | JapanMiho Takagi Ayano Satō Nana Takagi                      | NiederlandeIreen Wüst Jorien Ter Mors Antoinette de Jong           | KanadaIvanie Blondin Isabelle Weidemann Josie Morrison             |
| 11. November 2017                                                    | Heerenveen     | 1500 m         | Miho Takagi                                                  | Jorien Ter Mors                                                    | Lotte van Beek                                                     |
| 11. November 2017                                                    | Heerenveen     | 500 m          | Nao Kodaira                                                  | Lee Sang-hwa                                                       | Arisa Go                                                           |
| 11. November 2017                                                    | Heerenveen     | Massenstart    | Ayano Sato                                                   | Ivanie Blondin                                                     | Francesca Lollobrigida                                             |
| 12. November 2017                                                    | Heerenveen     | 1000 m         | Nao Kodaira                                                  | Miho Takagi                                                        | Jorien Ter Mors                                                    |
| 12. November 2017                                                    | Heerenveen     | 3000 m         | Antoinette de Jong                                           | Natalja Woronina                                                   | Ivanie Blondin                                                     |
| 12. November 2017                                                    | Heerenveen     | Teamsprint     | RusslandAngelina Golikowa Olga Fatkulina Jelisaweta Kaselina | NorwegenAnne Gulbrandsen Hege Bøkko Ida Njåtun                     | SüdkoreaKim Hyun-yung Park Seung-hi Kim Min-sun                    |
| 17. November 2017                                                    | Stavanger      | 500 m          | Nao Kodaira                                                  | Marsha Hudey                                                       | Vanessa Herzog                                                     |
| 17. November 2017                                                    | Stavanger      | 1000 m         | Nao Kodaira                                                  | Miho Takagi                                                        | Heather Bergsma                                                    |
| 18. November 2017                                                    | Stavanger      | 500 m          | Nao Kodaira                                                  | Angelina Golikowa                                                  | Lee Sang-hwa                                                       |
| 18. November 2017                                                    | Stavanger      | 1500 m         | Miho Takagi                                                  | Heather Bergsma                                                    | Lotte van Beek                                                     |
| 19. November 2017                                                    | Stavanger      | 5000 m         | Claudia Pechstein                                            | Ivanie Blondin                                                     | Martina Sáblíková                                                  |
| 19. November 2017                                                    | Stavanger      | Teamsprint     | SüdkoreaKim Min-sun Kim Hyun-yung Park Seung-hi              | NorwegenAnne Gulbrandsen Hege Bøkko Ida Njåtun                     | KanadaMarsha Hudey Kaylin Irvine Kali Christ                       |
| 1. Dezember 2017                                                     | Calgary        | 3000 m         | Miho Takagi                                                  | Antoinette de Jong                                                 | Ireen Wüst                                                         |
| 1. Dezember 2017                                                     | Calgary        | Teamsprint     | RusslandAngelina Golikowa Olga Fatkulina Jelisaweta Kaselina | NorwegenMartine Ripsrud Hege Bøkko Ida Njåtun                      | Volksrepublik ChinaXiaoxuan Shi Xin Zhao Ruining Tian              |
| 2. Dezember 2017                                                     | Calgary        | 1000 m         | Heather Bergsma                                              | Jekaterina Schichowa                                               | Marrit Leenstra                                                    |
| 2. Dezember 2017                                                     | Calgary        | Teamverfolgung | JapanMiho Takagi Ayaka Kikuchi Nana Takagi                   | DeutschlandClaudia Pechstein Roxanne Dufter Gabriele Hirschbichler | KanadaIvanie Blondin Kali Christ Isabelle Weidemann                |
| 3. Dezember 2017                                                     | Calgary        | 500 m          | Nao Kodaira                                                  | Lee Sang-hwa                                                       | Arisa Go                                                           |
| 3. Dezember 2017                                                     | Calgary        | 1500 m         | Miho Takagi                                                  | Marrit Leenstra                                                    | Jekaterina Schichowa                                               |
| 3. Dezember 2017                                                     | Calgary        | Massenstart    | Claudia Pechstein                                            | Elena Møller Rigas                                                 | Nana Takagi                                                        |
| 8. Dezember 2017                                                     | Salt Lake City | 500 m          | Nao Kodaira                                                  | Lee Sang-hwa                                                       | Arisa Go                                                           |
| 8. Dezember 2017                                                     | Salt Lake City | Teamverfolgung | JapanMiho Takagi Ayano Satō Nana Takagi                      | NiederlandeMarrit Leenstra Melissa Wijfje Lotte van Beek           | DeutschlandClaudia Pechstein Gabriele Hirschbichler Roxanne Dufter |
| 9. Dezember 2017                                                     | Salt Lake City | 500 m          | Nao Kodaira                                                  | Lee Sang-hwa                                                       | Arisa Go                                                           |
| 9. Dezember 2017                                                     | Salt Lake City | 1500 m         | Miho Takagi                                                  | Marrit Leenstra                                                    | Jekaterina Schichowa                                               |
| 9. Dezember 2017                                                     | Salt Lake City | Massenstart    | Francesca Lollobrigida                                       | Guo Dan                                                            | Kim Bo-reum                                                        |
| 10. Dezember 2017                                                    | Salt Lake City | 1000 m         | Nao Kodaira                                                  | Miho Takagi                                                        | Jekaterina Schichowa                                               |
| 10. Dezember 2017                                                    | Salt Lake City | 3000 m         | Natalja Woronina                                             | Martina Sáblíková                                                  | Claudia Pechstein                                                  |
| Europameisterschaften in Kolomna, 5. bis 7. Januar 2018              |                |                |                                                              |                                                                    |                                                                    |
| 19. Januar 2018                                                      | Erfurt         | 500 m          | Karolína Erbanová                                            | Vanessa Herzog                                                     | Angelina Golikowa                                                  |
| 19. Januar 2018                                                      | Erfurt         | 1000 m         | Jorien Ter Mors                                              | Marrit Leenstra                                                    | Jekaterina Schichowa                                               |
| 20. Januar 2018                                                      | Erfurt         | 500 m          | Vanessa Herzog                                               | Karolína Erbanová                                                  | Olga Fatkulina                                                     |
| 20. Januar 2018                                                      | Erfurt         | 1500 m         | Ireen Wüst                                                   | Marrit Leenstra                                                    | Ida Njåtun                                                         |
| 21. Januar 2018                                                      | Erfurt         | 1000 m         | Vanessa Herzog                                               | Hege Bøkko                                                         | Jekaterina Schichowa                                               |
| 21. Januar 2018                                                      | Erfurt         | 3000 m         | Ivanie Blondin                                               | Antoinette de Jong                                                 | Martina Sáblíková                                                  |
| Olympische Winterspiele 2018 in Pyeongchang, 2. bis 25. Februar 2018 |                |                |                                                              |                                                                    |                                                                    |
| Sprintweltmeisterschaft in Changchun, 3. und 4. März 2018            |                |                |                                                              |                                                                    |                                                                    |
| Mehrkampfweltmeisterschaft in Amsterdam, 9. und 10. März 2018        |                |                |                                                              |                                                                    |                                                                    |
| 17. März 2018                                                        | Minsk          | 500 m          | Karolína Erbanová                                            | Vanessa Herzog                                                     | Angelina Golikowa                                                  |
| 17. März 2018                                                        | Minsk          | Teamverfolgung | JapanAyano Satō Miho Takagi Ayaka Kikuchi                    | NiederlandeAntoinette de Jong Marrit Leenstra Lotte van Beek       | DeutschlandMichelle Uhrig Gabriele Hirschbichler Claudia Pechstein |
| 17. März 2018                                                        | Minsk          | 1000 m         | Marrit Leenstra                                              | Hege Bøkko                                                         | Jekaterina Schichowa                                               |
| 17. März 2018                                                        | Minsk          | 3000 m         | Antoinette de Jong                                           | Maryna Sujewa                                                      | Ivanie Blondin                                                     |
| 18. März 2018                                                        | Minsk          | 500 m          | Angelina Golikowa                                            | Vanessa Herzog                                                     | Olga Fatkulina                                                     |
| 18. März 2018                                                        | Minsk          | 1500 m         | Miho Takagi                                                  | Marrit Leenstra                                                    | Lotte van Beek                                                     |
| 18. März 2018                                                        | Minsk          | Teamsprint     | RusslandOlga Fatkulina Angelina Golikowa Jelisaweta Kaselina | NiederlandeLotte van Beek Marrit Leenstra Johanna Letitia de Jong  | NorwegenHege Bøkko Ida Njåtun Martine Ripsrud                      |
| 18. März 2018                                                        | Minsk          | Massenstart    | Ayano Sato                                                   | Ivanie Blondin                                                     | Francesca Lollobrigida                                             |

#### Gesamtweltcup
Endstand
| Rang | Name                 | Land        | Punkte |
| ---- | -------------------- | ----------- | ------ |
| 1    | Miho Takagi          | Japan       | 1040   |
| 2    | Marrit Leenstra      | Niederlande | 770    |
| 3    | Nao Kodaira          | Japan       | 700    |
| 4    | Ivanie Blondin       | Kanada      | 614    |
| 5    | Jekaterina Schichowa | Russland    | 574    |
| 6    | Vanessa Herzog       | Österreich  | 550    |
| 7    | Antoinette de Jong   | Niederlande | 536    |
| 8    | Karolína Erbanová    | Tschechien  | 435    |
| 9    | Claudia Pechstein    | Deutschland | 396    |
| 10   | Martina Sáblíková    | Tschechien  | 350    |

#### 500 Meter
Endstand
| Rang | Name                    | Land        | Punkte |
| ---- | ----------------------- | ----------- | ------ |
| 1    | Vanessa Herzog          | Österreich  | 795    |
| 2    | Karolína Erbanová       | Tschechien  | 786    |
| 3    | Angelina Golikowa       | Russland    | 709    |
| 4    | Nao Kodaira             | Japan       | 700    |
| 5    | Olga Fatkulina          | Russland    | 563    |
| 6    | Lee Sang-hwa            | Südkorea    | 510    |
| 7    | Hege Bøkko              | Norwegen    | 375    |
| 8    | Arisa Gō                | Japan       | 330    |
| 9    | Johanna Letitia de Jong | Niederlande | 242    |
| 10   | Marsha Hudey            | Kanada      | 240    |

#### 1000 Meter
Endstand
| Rang | Name                 | Land               | Punkte |
| ---- | -------------------- | ------------------ | ------ |
| 1    | Jekaterina Schichowa | Russland           | 444    |
| 2    | Marrit Leenstra      | Niederlande        | 420    |
| 3    | Hege Bøkko           | Norwegen           | 393    |
| 4    | Miho Takagi          | Japan              | 330    |
| 5    | Vanessa Herzog       | Österreich         | 328    |
| 6    | Nao Kodaira          | Japan              | 305    |
| 7    | Karolína Erbanová    | Tschechien         | 258    |
| 8    | Olga Fatkulina       | Russland           | 236    |
| 9    | Heather Bergsma      | Vereinigte Staaten | 215    |
| 10   | Jorien ter Mors      | Niederlande        | 170    |

#### 1500 Meter
Endstand
| Rang | Name                     | Land        | Punkte |
| ---- | ------------------------ | ----------- | ------ |
| 1    | Miho Takagi              | Japan       | 550    |
| 2    | Marrit Leenstra          | Niederlande | 390    |
| 3    | Jekaterina Schichowa     | Russland    | 281    |
| 4    | Lotte van Beek           | Niederlande | 264    |
| 5    | Ida Njåtun               | Norwegen    | 260    |
| 6    | Antoinette de Jong       | Niederlande | 242    |
| 7    | Ireen Wüst               | Niederlande | 220    |
| 8    | Julija Skokowa           | Russland    | 213    |
| 9    | Ayaka Kikuchi            | Japan       | 164    |
| 10   | Katarzyna Bachleda-Curuś | Polen       | 136    |

#### 3000/5000 Meter
Endstand
| Rang | Name               | Land        | Punkte |
| ---- | ------------------ | ----------- | ------ |
| 1    | Antoinette de Jong | Niederlande | 445    |
| 2    | Ivanie Blondin     | Kanada      | 439    |
| 3    | Natalja Woronina   | Russland    | 391    |
| 4    | Martina Sáblíková  | Tschechien  | 320    |
| 5    | Claudia Pechstein  | Deutschland | 306    |
| 6    | Maryna Sujewa      | Belarus     | 303    |
| 7    | Anna Jurakowa      | Russland    | 231    |
| 8    | Irene Schouten     | Niederlande | 211    |
| 9    | Miho Takagi        | Japan       | 160    |
| 10   | Isabelle Weidemann | Kanada      | 160    |

#### Massenstart
Endstand
| Rang | Name                   | Land                | Punkte |
| ---- | ---------------------- | ------------------- | ------ |
| 1    | Francesca Lollobrigida | Italien             | 324    |
| 2    | Ayano Satō             | Japan               | 290    |
| 3    | Ivanie Blondin         | Kanada              | 257    |
| 4    | Claudia Pechstein      | Deutschland         | 228    |
| 5    | Francesca Bettrone     | Italien             | 204    |
| 6    | Elena Møller Rigas     | Dänemark            | 164    |
| 7    | Guo Dan                | Volksrepublik China | 146    |
| 8    | Saskia Alusalu         | Estland             | 104    |
| 9    | Li Dan                 | Volksrepublik China | 102    |
| 10   | Mia Manganello         | Vereinigte Staaten  | 95     |

#### Teamverfolgung
Endstand
| Rang | Land                | Punkte |
| ---- | ------------------- | ------ |
| 1    | Japan               | 450    |
| 2    | Deutschland         | 299    |
| 3    | Niederlande         | 280    |
| 4    | Kanada              | 190    |
| 5    | Volksrepublik China | 155    |
| 6    | Polen               | 145    |
| 7    | Vereinigte Staaten  | 110    |
| 8    | Russland            | 95     |
| 9    | Südkorea            | 90     |
| 10   | Tschechien          | 30     |

#### Teamsprint
Endstand
| Rang | Land                | Punkte |
| ---- | ------------------- | ------ |
| 1    | Russland            | 350    |
| 2    | Norwegen            | 344    |
| 3    | Niederlande         | 230    |
| 4    | Südkorea            | 170    |
| 5    | Volksrepublik China | 130    |
| 6    | Vereinigte Staaten  | 105    |
| 7    | Kanada              | 70     |

### Männer

#### Weltcup-Übersicht
| Datum                                                                | Ort            | Disziplin      | Sieger                                                                   | Zweiter                                                                  | Dritter                                                         |
| -------------------------------------------------------------------- | -------------- | -------------- | ------------------------------------------------------------------------ | ------------------------------------------------------------------------ | --------------------------------------------------------------- |
| 10. November 2017                                                    | Heerenveen     | 500 m          | Håvard Holmefjord Lorentzen                                              | Nico Ihle                                                                | Kai Verbij                                                      |
| 10. November 2017                                                    | Heerenveen     | Teamverfolgung | SüdkoreaLee Seung-Hoon Kim Min-seok Joo Hyeong-Joon                      | NorwegenSverre Lunde Pedersen Håvard Bøkko Sindre Henriksen              | NeuseelandShane Dobbin Reyon Kay Peter Michael                  |
| 11. November 2017                                                    | Heerenveen     | 500 m          | Laurent Dubreuil                                                         | Jan Smeekens                                                             | Ronald Mulder                                                   |
| 11. November 2017                                                    | Heerenveen     | 1500 m         | Denis Juskow                                                             | Vincent De Haître                                                        | Thomas Krol                                                     |
| 11. November 2017                                                    | Heerenveen     | Massenstart    | Lee Seung-Hoon                                                           | Joey Mantia                                                              | Chung Jae-won                                                   |
| 12. November 2017                                                    | Heerenveen     | 1000 m         | Pawel Kulischnikow                                                       | Kai Verbij                                                               | Håvard Holmefjord Lorentzen                                     |
| 12. November 2017                                                    | Heerenveen     | 5000 m         | Sven Kramer                                                              | Ted-Jan Bloemen                                                          | Sverre Lunde Pedersen                                           |
| 12. November 2017                                                    | Heerenveen     | Teamsprint     | KanadaLaurent Dubreuil Alexandre St-Jean Vincent De Haître               | NorwegenBjørn Magnussen Henrik Fagerli Rukke Håvard Holmefjord Lorentzen | RusslandArtjom Kusnezow Ruslan Muraschow Alexei Jessin          |
| 17. November 2017                                                    | Stavanger      | 500 m          | Håvard Holmefjord Lorentzen                                              | Hein Otterspeer                                                          | Artur Waś                                                       |
| 17. November 2017                                                    | Stavanger      | 1000 m         | Håvard Holmefjord Lorentzen                                              | Kai Verbij                                                               | Thomas Krol                                                     |
| 18. November 2017                                                    | Stavanger      | 500 m          | Ronald Mulder                                                            | Daichi Yamanaka                                                          | Hein Otterspeer                                                 |
| 18. November 2017                                                    | Stavanger      | 1500 m         | Sverre Lunde Pedersen                                                    | Joey Mantia                                                              | Sindre Henriksen                                                |
| 19. November 2017                                                    | Stavanger      | 10.000 m       | Sven Kramer                                                              | Ted-Jan Bloemen                                                          | Erik-Jan Kooiman                                                |
| 19. November 2017                                                    | Stavanger      | Teamsprint     | KanadaGilmore Junio Alex Boisvert-Lacroix Vincent De Haître              | NorwegenBjørn Magnussen Henrik Fagerli Rukke Håvard Holmefjord Lorentzen | Vereinigte StaatenMitchell Whitmore Jonathan Garcia Joey Mantia |
| 1. Dezember 2017                                                     | Calgary        | 5000 m         | Sven Kramer                                                              | Ted-Jan Bloemen                                                          | Patrick Beckert                                                 |
| 1. Dezember 2017                                                     | Calgary        | Teamsprint     | KanadaGilmore Junio Laurent Dubreuil Vincent De Haître                   | RusslandArtjom Kusnezow Michail Kaselin Alexei Jessin                    | NiederlandeRonald Mulder Kai Verbij Pim Schipper                |
| 2. Dezember 2017                                                     | Calgary        | 1000 m         | Kai Verbij                                                               | Kjeld Nuis                                                               | Håvard Holmefjord Lorentzen                                     |
| 2. Dezember 2017                                                     | Calgary        | Teamverfolgung | NiederlandeSven Kramer Jan Blokhuijsen Koen Verweij                      | JapanShota Nakamura Shane Williamson Seitaro Ichinohe                    | NorwegenSverre Lunde Pedersen Håvard Bøkko Simen Spieler Nilsen |
| 3. Dezember 2017                                                     | Calgary        | 500 m          | Alex Boisvert-Lacroix                                                    | Cha Min-kyu                                                              | Mika Poutala                                                    |
| 3. Dezember 2017                                                     | Calgary        | 1500 m         | Denis Juskow                                                             | Koen Verweij                                                             | Kjeld Nuis                                                      |
| 3. Dezember 2017                                                     | Calgary        | Massenstart    | Andrea Giovannini                                                        | Reyon Kay                                                                | Wang Hongli                                                     |
| 8. Dezember 2017                                                     | Salt Lake City | 500 m          | Alex Boisvert-Lacroix                                                    | Mika Poutala                                                             | Ronald Mulder                                                   |
| 8. Dezember 2017                                                     | Salt Lake City | Teamverfolgung | KanadaDenny Morrison Ted-Jan Bloemen Benjamin Donnelly                   | ItalienAndrea Giovannini Nicola Tumolero Riccardo Bugari                 | NeuseelandReyon Kay Shane Dobbin Peter Michael                  |
| 9. Dezember 2017                                                     | Salt Lake City | 500 m          | Ruslan Muraschow                                                         | Kai Verbij                                                               | Dai Dai Ntab                                                    |
| 9. Dezember 2017                                                     | Salt Lake City | 1500 m         | Denis Juskow                                                             | Koen Verweij                                                             | Thomas Krol                                                     |
| 9. Dezember 2017                                                     | Salt Lake City | Massenstart    | Lee Seung-Hoon                                                           | Livio Wenger                                                             | Bart Swings                                                     |
| 10. Dezember 2017                                                    | Salt Lake City | 1000 m         | Denis Juskow                                                             | Koen Verweij                                                             | Pawel Kulischnikow                                              |
| 10. Dezember 2017                                                    | Salt Lake City | 5000 m         | Ted-Jan Bloemen                                                          | Patrick Beckert                                                          | Moritz Geisreiter                                               |
| Europameisterschaften in Kolomna, 5. bis 7. Januar 2018              |                |                |                                                                          |                                                                          |                                                                 |
| 19. Januar 2018                                                      | Erfurt         | 500 m          | Pawel Kulischnikow                                                       | Michel Mulder                                                            | Artjom Kusnezow                                                 |
| 19. Januar 2018                                                      | Erfurt         | 1500 m         | Denis Juskow                                                             | Sverre Lunde Pedersen                                                    | Marcel Bosker                                                   |
| 20. Januar 2018                                                      | Erfurt         | 1000 m         | Kjeld Nuis                                                               | Hein Otterspeer                                                          | Mika Poutala                                                    |
| 20. Januar 2018                                                      | Erfurt         | 5000 m         | Sverre Lunde Pedersen                                                    | Nicola Tumolero                                                          | Ted-Jan Bloemen                                                 |
| 21. Januar 2018                                                      | Erfurt         | 500 m          | Håvard Holmefjord Lorentzen                                              | Jan Smeekens                                                             | Alex Boisvert-Lacroix                                           |
| 21. Januar 2018                                                      | Erfurt         | 1000 m         | Kjeld Nuis                                                               | Håvard Holmefjord Lorentzen                                              | Denis Juskow                                                    |
| Olympische Winterspiele 2018 in Pyeongchang, 2. bis 25. Februar 2018 |                |                |                                                                          |                                                                          |                                                                 |
| Sprintweltmeisterschaft in Changchun, 3. und 4. März 2018            |                |                |                                                                          |                                                                          |                                                                 |
| Mehrkampfweltmeisterschaft in Amsterdam, 9. und 10. März 2018        |                |                |                                                                          |                                                                          |                                                                 |
| 17. März 2018                                                        | Minsk          | 500 m          | Hein Otterspeer                                                          | Jan Smeekens                                                             | Ronald Mulder                                                   |
| 17. März 2018                                                        | Minsk          | Teamverfolgung | NorwegenHåvard Bøkko Simen Spieler Nilsen Sverre Lunde Pedersen          | ItalienRiccardo Bugari Andrea Giovannini Alessio Trentini                | JapanShota Nakamura Ryōsuke Tsuchiya Shane Williamson           |
| 17. März 2018                                                        | Minsk          | 1000 m         | Kjeld Nuis                                                               | Kai Verbij                                                               | Håvard Holmefjord Lorentzen                                     |
| 17. März 2018                                                        | Minsk          | 5000 m         | Sverre Lunde Pedersen                                                    | Alexander Rumjanzew                                                      | Marcel Bosker                                                   |
| 18. März 2018                                                        | Minsk          | 500 m          | Jan Smeekens                                                             | Dai Dai Ntab                                                             | Hein Otterspeer                                                 |
| 18. März 2018                                                        | Minsk          | 1500 m         | Sverre Lunde Pedersen                                                    | Denis Juskow                                                             | Allan Dahl Johansson                                            |
| 18. März 2018                                                        | Minsk          | Teamsprint     | NorwegenHåvard Holmefjord Lorentzen Bjørn Magnussen Henrik Fagerli Rukke | PolenArtur Nogal Piotr Michalski Sebastian Kłosiński                     | RusslandAlexei Jessin Artjom Kusnezow Michail Kaselin           |
| 18. März 2018                                                        | Minsk          | Massenstart    | Simon Schouten                                                           | Shota Nakamura                                                           | Danila Semerikow                                                |

#### Gesamtweltcup
Endstand
| Rang | Name                        | Land               | Punkte |
| ---- | --------------------------- | ------------------ | ------ |
| 1    | Håvard Holmefjord Lorentzen | Norwegen           | 734    |
| 2    | Denis Juskow                | Russland           | 715    |
| 3    | Sverre Lunde Pedersen       | Norwegen           | 700    |
| 4    | Kai Verbij                  | Niederlande        | 613    |
| 5    | Ted-Jan Bloemen             | Kanada             | 486    |
| 6    | Kjeld Nuis                  | Niederlande        | 460    |
| 7    | Thomas Krol                 | Niederlande        | 451    |
| 8    | Koen Verweij                | Niederlande        | 360    |
| 9    | Joey Mantia                 | Vereinigte Staaten | 330    |
| 10   | Sven Kramer                 | Niederlande        | 300    |

#### 500 Meter
Endstand
| Rang | Name                        | Land        | Punkte |
| ---- | --------------------------- | ----------- | ------ |
| 1    | Håvard Holmefjord Lorentzen | Norwegen    | 716    |
| 2    | Hein Otterspeer             | Niederlande | 568    |
| 3    | Ronald Mulder               | Niederlande | 556    |
| 4    | Jan Smeekens                | Niederlande | 511    |
| 5    | Mika Poutala                | Finnland    | 501    |
| 6    | Alex Boisvert-Lacroix       | Kanada      | 496    |
| 7    | Kai Verbij                  | Niederlande | 489    |
| 8    | Dai Dai Ntab                | Niederlande | 465    |
| 9    | Daichi Yamanaka             | Japan       | 326    |
| 10   | Ruslan Muraschow            | Russland    | 300    |

#### 1000 Meter
Endstand
| Rang | Name                        | Land        | Punkte |
| ---- | --------------------------- | ----------- | ------ |
| 1    | Kjeld Nuis                  | Niederlande | 530    |
| 2    | Håvard Holmefjord Lorentzen | Norwegen    | 516    |
| 3    | Kai Verbij                  | Niederlande | 440    |
| 4    | Denis Juskow                | Russland    | 338    |
| 5    | Thomas Krol                 | Niederlande | 337    |
| 6    | Mika Poutala                | Finnland    | 274    |
| 7    | Vincent De Haître           | Kanada      | 264    |
| 8    | Nico Ihle                   | Deutschland | 257    |
| 9    | Hein Otterspeer             | Niederlande | 190    |
| 10   | Pawel Kulischnikow          | Russland    | 170    |

#### 1500 Meter
Endstand
| Rang | Name                  | Land               | Punkte |
| ---- | --------------------- | ------------------ | ------ |
| 1    | Denis Juskow          | Russland           | 520    |
| 2    | Sverre Lunde Pedersen | Norwegen           | 385    |
| 3    | Thomas Krol           | Niederlande        | 320    |
| 4    | Koen Verweij          | Niederlande        | 312    |
| 5    | Allan Dahl Johansson  | Norwegen           | 308    |
| 6    | Joey Mantia           | Vereinigte Staaten | 250    |
| 7    | Sindre Henriksen      | Norwegen           | 244    |
| 8    | Takuro Oda            | Japan              | 201    |
| 9    | Vincent De Haître     | Kanada             | 183    |
| 10   | Håvard Bøkko          | Norwegen           | 174    |

#### 5000/10.000 Meter
Endstand
| Rang | Name                  | Land        | Punkte |
| ---- | --------------------- | ----------- | ------ |
| 1    | Ted-Jan Bloemen       | Kanada      | 486    |
| 2    | Sverre Lunde Pedersen | Norwegen    | 445    |
| 3    | Sven Kramer           | Niederlande | 300    |
| 4    | Nicola Tumolero       | Italien     | 280    |
| 5    | Alexander Rumjanzew   | Russland    | 279    |
| 6    | Patrick Beckert       | Deutschland | 265    |
| 7    | Moritz Geisreiter     | Deutschland | 250    |
| 8    | Andrea Giovannini     | Italien     | 191    |
| 9    | Erik Jan Kooiman      | Niederlande | 180    |
| 10   | Danila Semerikow      | Russland    | 173    |

#### Massenstart
Endstand
| Rang | Name              | Land               | Punkte |
| ---- | ----------------- | ------------------ | ------ |
| 1    | Bart Swings       | Belgien            | 234    |
| 2    | Andrea Giovannini | Italien            | 226    |
| 3    | Lee Seung-Hoon    | Südkorea           | 218    |
| 4    | Simon Schouten    | Niederlande        | 200    |
| 5    | Livio Wenger      | Schweiz            | 175    |
| 6    | Danila Semerikow  | Russland           | 174    |
| 7    | Shota Nakamura    | Japan              | 159    |
| 8    | Reyon Kay         | Neuseeland         | 120    |
| 9    | Joey Mantia       | Vereinigte Staaten | 112    |
| 10   | Chung Jae-won     | Südkorea           | 104    |

#### Teamverfolgung
Endstand
| Rang | Land               | Punkte |
| ---- | ------------------ | ------ |
| 1    | Norwegen           | 345    |
| 2    | Italien            | 305    |
| 3    | Japan              | 284    |
| 4    | Neuseeland         | 190    |
| 5    | Südkorea           | 180    |
| 6    | Kanada             | 160    |
| 7    | Niederlande        | 150    |
| 8    | Polen              | 110    |
| 9    | Vereinigte Staaten | 85     |
| 10   | Russland           | 80     |

#### Teamsprint
Endstand
| Rang | Land                | Punkte |
| ---- | ------------------- | ------ |
| 1    | Norwegen            | 370    |
| 2    | Russland            | 314    |
| 3    | Kanada              | 300    |
| 4    | Polen               | 220    |
| 5    | Volksrepublik China | 115    |
| 6    | Vereinigte Staaten  | 95     |
| 7    | Südkorea            | 95     |
| 8    | Finnland            | 95     |
| 9    | Kasachstan          | 80     |
| 10   | Niederlande         | 70     |